# Menthonnex-sous-Clermont
Menthonnex-sous-Clermont település Franciaországban, Haute-Savoie megyében. Lakosainak száma 785 fő (2022. január 1.). Menthonnex-sous-Clermont Chilly, Clermont, Crempigny-Bonneguête, Thusy és Versonnex községekkel határos.

## Népesség
A település népességének változása:
| Lakosok száma | 655  | 676  | 708  | 715  | 724  | 729  | 733  | 759  | 785  |
|               | 2013 | 2015 | 2016 | 2017 | 2018 | 2019 | 2020 | 2021 | 2022 |